# 列宁宣布苏维埃政权成立

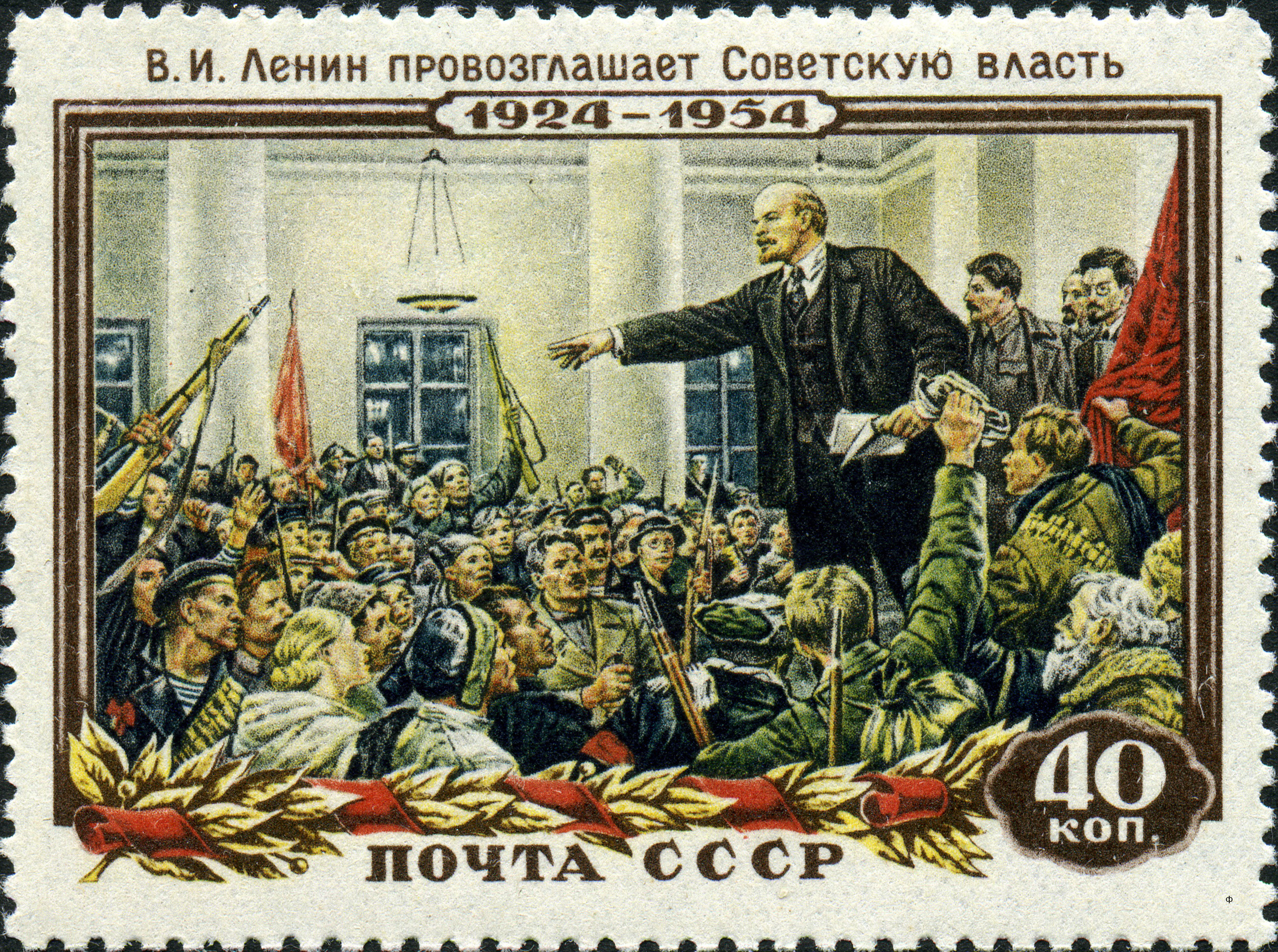
1954年苏联邮票，使用1947年原画

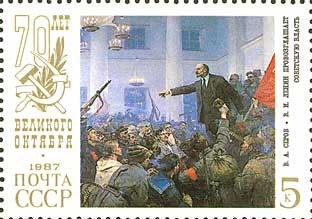
1987年苏联邮票，使用1962年版

《列宁宣布苏维埃政权成立》（俄语：В. И. Ленин провозглашает Советскую власть）是苏联画家弗拉基米尔·谢洛夫于1947年创作的油画。画作是为庆祝十月革命三十周年所画，当时画上在列宁背后站着的是斯大林、捷尔任斯基和斯维尔德洛夫。原画于1957年被苏联政府作为礼物赠送给毛泽东，现存北京中国国家博物馆。
1962年由于受到赫鲁晓夫的压力，谢洛夫被迫重画了这张画，斯大林背后的人变成了普通的士兵。1962年本现存莫斯科特列季亚科夫画廊。